# Euroregió TriRhena
L'Euroregió TriRhena és una plataforma trinacional de cooperació política a la regió del Rin Superior, que engloba les aglomeracions urbanes de Colmar, Mulhouse, Friburg de Brisgòvia, Lörrach i Basilea, a França, Alemanya i Suïssa. Ocupa un territori de 8.700 kilòmetres quadrats i aplega 2,3 milions de persones.

## Membres
- Alt Rin
- Districte de Brisgau
- Friburg de Brisgòvia
- Districte de Lörrach
- Districte de Waldshut
- Argòvia
- Basilea-Camp
- Basilea-Ciutat
- Cantó del Jura
- Cantó de Solothurn

## Història
El consell de l'Euroregió TriRhena fou creat el 1995 per iniciatives de les associacions Regio Basiliensis, Regio du Haut Rhin i RegioGesellschaft Schwarzwald-Oberrhein i constituïda en associació de dret alemany el 2003

## Organització
Cada delegació nacional és composta de 25 membres com a màxim, i el Consell no pot tenir més de 75 membres. Els membres del consell asseguren llurs activitats i llur finançament. Els òrgans del consell euroregional són l'assemblea general o plenari (que es reuneix dos cops l'any), el comitè director compost de 15 membres (5 per estat) i el directori compost del president i dos vicepresidents elegits per dos anys. El Secretariat General és format pels secretaris generals de les tres associacions regionals i pel secretari del consell.

## Delegació
- Directori
  - Ciutat de Lörrach
  - Ciutat de Mulhouse
  - Cantó de Basilea-Ciutat

- Comitè Director del nord-oest suís
  - Cambra de comerç de les dues Basilees
  - Cantó de Basilea-Camp
  - RegioBasiliensis
  - Conferència dels afores de Basilea-Camp i Allschwil

- Comitè Director de Baden Sud
  - Associació patronal
  - Districte de Friburg / RegioGesellschaft Selva Negra-Alt Rin
  - Districte de Lörrach

- Comité Director de l'Alt Rin
  - Universitat d'Alta Alsàcia
  - Consell General de l'Alt Rin
  - Comunitat de Comunes Porta de França Rin Sud
  - Ciutat de Colmar

- Observadors estatals
  - Prefectura de l'Alt Rin
  - Consell regional de Friburg